# متلازمة بوين - كونرادي
متلازمة بوين - كونرادي  (بالإنجليزية: Bowen-Conradi Syndrome)‏ ويُدعى اختصارًا BCS، هي عبارة عن مرض بشري يمكن أن يصيب الأطفال. يرجع المرض إلى خلل وراثي متنحي في الجين EMG1، الذي يلعب دورًا في تجميع الوحدة الصغرى للريبوسوم. تم تشخيص أغلب الحالات في الأطفال الهوتريتيين في أمريكا الشمالية، إلا أن المتلازمة قد تصيب أي جماعة سكانية.
متلازمة بودين كونرادي هي خلل ريبوسومي. حدوث طفرة في الجين EMG1 تدمر النوع الثاني من تقييد النوكلياز الداخلي في أكثر منطقة محمية من البروتين.
يلاحظ وجود تشوه هيكلي  وفشل شديد في النمو قبل وبعد الولادة يؤدي عادة إلى الوفاة بعمر سنة واحدة.